# Sunden
Sunden är ett sund i Finland. Det ligger i Houtskär i landskapet Egentliga Finland, i den sydvästra delen av landet, 200 km väster om huvudstaden Helsingfors.
Sunden ligger mellan Houtskär i norr samt Holmen och Timmerholm i söder. Den ansluter till Hästö fjärden i väster. I öster ansluter den till Västersunden och Träsks kanal. Även mellan Granholm och Brändholm och Houtskär finns en kanal som erbjuder en kortare väg till Träsks kanal.